# Kỵ Diễm
Kỵ Diễm (tiếng Trung: 暨豔; bính âm: Ji Yan; ? - 224), tự Tử Hưu (子休), là quan viên Đông Ngô thời Tam Quốc trong lịch sử Trung Quốc.

## Cuộc đời
Kỵ Diễm quê ở, quận Ngô, Dương Châu, tính tình ngay thằng, chính trực.
Năm 222, Tôn Quyền được Tào Phi phong làm Ngô vương, thăng Lưu Cơ làm Đại tư nông. Lưu Cơ cùng Cố Ung tiến cử Trương Ôn cho Quyền. Ôn được giữ chức Nghị lang, rồi Tuyển tào thị lang, lấy người cùng quận là Kỵ Diễm làm Tuyển tào lang, lại tiến cử Diễm cho Tôn Quyền.
Năm 223, Kỵ Diễm thăng chức Tuyển tào thượng thư. Bấy giờ, Lục Nghị phía tây đánh bại Chiêu Liệt, Chu Hoàn phía bắc đánh bại Tào Nhân, Giang Đông không còn chiến tranh, nhưng lại gặp phải nội ưu. Triều đình Đông Ngô khi đó phần nhiều là hào môn đệ tử, nhiều quan viên không có tài năng mà dựa vào gia thế trà trộn vào quan trường.
Kỵ Diễm thấy được vấn đề, tiến hành khảo sát quan lại, trước hết lấy các lang quan làm trọng điểm thực thi. Kỵ Diễm lấy quan điểm luân lý Nho gia làm cơ sở, sát hạch vô cùng nghiêm khắc, phát hiện những người xứng đáng chỉ không đến một phần mười. Số còn lại bị Diễm giáng liền mấy cấp, còn những kẻ dùng tiền tài thì biếm làm quân lại.
Lục Mạo, Lục Nghị, Chu Cứ đều khuyên nhủ Kỵ Diễm. Lục Mạo gửi thư cho Diễm: Giờ vương nghiệp mới dựng, mới thu đại thống, là lúc học theo Hán Cao [Tổ] bỏ qua khuyết điểm mà lựa nhân tài vậy. Chu Cứ thì khuyên rằng: Thiên hạ chưa định, thêm trong loãng đục, đủ để khuyên răn; nếu bây giờ biếm truất, e rằng có vạ sau này. Nhưng Diễm không tiếp thu.
Năm 224, Kỵ Diễm bị những người chống đối vu cáo dùng tư tình, yêu ghét cá nhân để sát hạch quan lại, làm việc không phân minh. Tôn Quyền nổi giận, bỏ qua lời cầu tình của Lục Mạo, Lạc Thống, hạ chiếu thuyết minh Kỵ Diễm là con cháu ác đảng, vào quan trường để phá hoại quốc gia, bắt Diễm cùng đồng liêu là Từ Bưu (徐彪) tự sát. Nhiều người thương tiếc, trong đó có Trần Biểu. Trương Ôn chịu liên lụy bị bãi quan, giam lỏng ở nhà tới khi chết. Em trai của Ôn là Trương Bạch bị lưu đày, chết ở trên đường. Các em gái của Trương Ôn cũng bị Tôn Quyền trả thù. Chu Trị từng ủng hộ Kỵ Diễm cũng chết cùng năm.

## Tác phẩm
Kỵ Diễm có trước tác Kỵ Diễm tập 3 quyển, đã thất lạc, chỉ còn một đoạn trong mục Tạp di được chép trong Thái Bình ngự lãm và được sưu tập vào Toàn Tam quốc văn: Giác nỗ ký điều, xạ giả hựu công, đa hoạch thuần điểu, năng vô khẩn thương?

## Trong văn hóa
Kỵ Diễm không xuất hiện trong tiểu thuyết Tam quốc diễn nghĩa của La Quán Trung.